# 諸隈直樹
諸隈 直樹（もろくま なおき、1978年6月19日 - ）は、日本の元男子バレーボール選手。元バレーボール全日本男子監督代行。

## 来歴
1978年6月19日、佐賀県佐賀郡大和町出身。双子の兄である諸隈秀東（諸隈英人）も元バレーボール選手。第7回さわやか杯で佐賀県選抜として準優勝し、鎮西高等学校時代には春の高校バレー、インターハイなどで優勝を経験している。全日本ユースにも選出され、世界ユース選手権ではベストスコアラーを獲得した。
その後、法政大学（経営学部経営学科）を経て、富士フイルムプラネッツに入団。2002年、豊田合成トレフェルサに移籍。2000年から2005年まで全日本メンバーに登録されていた。2008年に現役を引退した。同年株式会社キャリアスポーツを設立し、代表取締役に就任した。
2009年に植田辰哉率いる全日本のコーチに就任し、2011年バレーボールワールドカップ、2012年ロンドンオリンピックバレーボール世界最終予選に出場したチームを指導した。
2012年、ロンドンオリンピック出場権を逸した責任を取る形で植田が代表監督の辞任を申し出たことにより、9月7日と9月9日にテヘラン（ イラン）にて開催されたFIVBワールドリーグ2013予選（プレーオフ）にてバレーボールイラン男子代表と戦う全日本男子代表チームの監督代行を務めた。2013年、全日本が新体制となりコーチを退任。
2018年にデサントジャパン株式会社に入社。用具開発に携わり石川祐希を担当している。

## 所属チーム
- 鎮西高等学校
- 法政大学
- 富士フイルムプラネッツ（2001-2002年）
- 豊田合成トレフェルサ（2002-2008年）

## 指導歴
- 全日本男子バレーボールチーム
  - アシスタントコーチ 2009年 - 2012年
  - 監督代行 2012年

## 受賞歴
- 1996年 - 第45回黒鷲旗大会 若鷲賞（鎮西高校）